# Letrista
Letrista, na música, é um escritor responsável pela criação da letra de uma canção, geralmente colaboram com compositores para obras de música erudita, como Ópera, Opereta, Coral, Cantata etc. e na música popular no teatro musical, onde ocorre uma colaboração semelhante à que ocorre na Ópera. O cantor, que escreve as letras de canções, é um cantor-letrista. Isto diferencia de um cantautor, que também compõe as melodias das canções além das letras.

## Colaboração
A colaboração entre letrista e compositor assume diferentes formas: Alguns compositores e letristas trabalham em conjunto em uma canção, com cada um tendo uma entrada em palavras e melodia. Normalmente, um letrista preenche as palavras para uma melodia já totalmente escrita. Dorothy Fields trabalhou desta maneira. Algumas parcerias funcionam quase que totalmente de forma independente, por exemplo, Bernie Taupin escreve letras e os entrega para Elton John, que em seguida, cria uma melodia para, sem o mínimo de interação entre os dois homens.

## Letristas famosos
- Jacques Brel
- Lennon/McCartney
- Bernie Taupin
- Tim Rice
- Roma Ryan
- Stephen Schwartz
- Stephen Sondheim
- Nam Taehyung